# 接地面

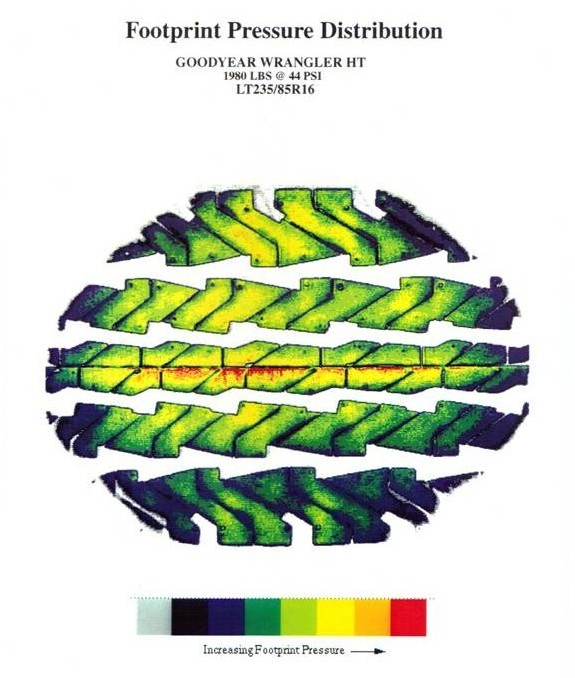
色付けされたタイヤのフットプリント圧力分布

接地面（せっちめん）またはコンタクトパッチ（英語: contact patch）は、車両のタイヤの実際に路面と接触している部分である。この用語は一般にニューマチック（空気圧式または空気入り）タイヤの議論において、路面に接触しているタイヤのトレッドの中の部分を説明するために厳密に使用される。「フットプリント」（footprint、足跡; 接地面積とも訳される）もほぼ同義で使用される。ソリッドタイヤ（固体または一体タイヤ; ノーパンクタイヤとも）も接地面を示し、一般的にニューマチックタイヤよりも小さい。

## 接地面のサイズ
接地面は道路と車両との間の唯一の接続部である。

### ニューマチックゴムタイヤ
接地面のサイズと形状、そして接地面内の圧力分布は車両の乗り心地とハンドリング特性に重要である。タイヤの摩耗特性はタイヤメーカー間で競争が激しい分野であるため、接地面に関して行われた多くの研究は高度に専有的であると見なされており、したがって、このテーマに関してはほとんど公表されていない。
ニューマチックタイヤは柔軟であるため、車両が静止している時よりも運動している時のほうが接地面には違いが生まれる。タイヤを動かさないほうが接地面をかなり簡単に観察できるため、静止した接地面の研究を行うのがより一般的である。
静的には、サイズ、形状、および圧力分布は多くのものの関数であり、その中で最も重要なのはタイヤにかかる荷重と内圧である。
- タイヤにかかる荷重が大きいほど、接地面は大きくなる。
- 内圧が高いほど、接地面は小さくなる[2]。

これらの2つの性質は接地面積に対して線形に比例しない。例えば、荷重または内圧の10%の変化によって、接地面積が10%変化することは通常ない。これは、タイヤにかかる荷重や空気圧は自由に変えることができ、接触面積はタイヤの形状や剛性に影響されるためである。また、荷重を空気圧で割った値だけでは接触面積は計算できず、タイヤが路面に与える平均接触圧は空気圧と等しくない。

### ソリッドタイヤ
固体素材の接触面の大きさは接触力学の諸方程式によって記述され、ヤング率を単位として素材の硬さと主に関連する。

### 鉄道用鋼鉄製車輪
鉄道用車輪の接地面はニューマチックゴムタイヤよりもかなり小さく、わずか10セント硬貨のサイズ（252 mm2）ほどである。